# Nicolas Masbourian
Nicolas Masbourian, né le 27 janvier 1994 à Montréal, est un coureur cycliste canadien, ancien membre de l'équipe Silber.

## Biographie
En 2013, Nicolas Masbourian intègre l'équipe Medique-Silber Investments. En 2014, cette dernière, renommée Silber, acquiert le statut d'équipe continentale. Sa saison se termine cependant dès le mois d'avril en raison d'une lourde chute sur le Tour of the Gila, où il se fracture un bras et la mâchoire. De retour à la compétition en 2015, il s'impose sur la cinquième épreuve des Mardis cyclistes de Lachine et devient vice-champion du Québec sur route.
En 2016, il prend la dixième place du Grand Prix cycliste de Saguenay, après avoir participé à la domination collective de sa formation Silber, qui réalise un doublé au classement général avec Ryan Roth et Ben Perry. Il se classe également troisième des championnats du Canada espoirs. En septembre, il est sélectionné en équipe du Canada pour participer aux Grands Prix cyclistes de Montréal et Québec, deux épreuves figurant au calendrier de l'UCI World Tour.

## Palmarès
- 2016
  - 3e du championnat du Canada sur route espoirs

## Classements mondiaux
| Année            | 2016 |
| ---------------- | ---- |
| UCI America Tour | 264e |